# This Is Love
A This Is Love (magyarul: Ez szerelem) a görög Demy dala, mellyel Görögországot képviselte a 2017-es Eurovíziós Dalfesztiválon, Kijevben. A dal egy háromdalos nemzeti döntőben nyerte el az eurovíziós indulás jogát.

## Eurovíziós Dalfesztivál
A dal a 2017. március 6-án rendezett görög nemzeti döntőben nyerte el az eurovíziós indulás jogát. Március 2-án, a nemzeti döntőt megelőző napokban kiszivárgott az interneten a This Is Love című versenydal demóverziója, és a hozzá tartozó videótklip is, az ERT azonban úgy döntött, hogy az válogatót a tervek szerint folytatják. A Demy által előadott három dal közül magas különbséggel ez a dal végzett az első helyen, és így képviselhette Görögországot a nemzetközi versenyen.
A dalt az Eurovíziós Dalfesztiválon először a május 9-i első elődöntőben adta elő, fellépési sorrendben tizedikként a Portugáliát képviselő Salvador Sobral Amar pelos dois című dala után és a Lengyelországot képviselő Kasia Moś Flashlight című dala előtt. Az elődöntőből a tizedik helyen jutott tovább a május 13-i döntőbe, ahol fellépési sorrendben tizenötödikként lépett fel az Ausztráliát képviselő Isaiah Don’t Come Easy című dala után és a Spanyolországot képviselő Manel Navarro Do It for Your Lover című dala előtt. A pontozás során a zsűri szavazáson összesítésben a tizennyolcadik helyen végzett 48 ponttal (Ciprustól és Montenegrótól maximális pontot kapott), míg a nézői szavazáson a tizenhatodik helyen végzett 29 ponttal (Ciprustól maximális pontot kapott), így összesítésben 77 ponttal a verseny tizenkilencedik helyezettje lett.
A következő görög induló Yianna Terzi Oniro mou című dala volt a 2018-as Eurovíziós Dalfesztiválon.